# Turn It Over Records
Turn It Over Records (eller: "TIO Records") er et uafhængigt dansk pladeselskab stiftet i 2020 af parret Anja og Kenneth Holme. Selskabet udgiver og genudgiver primært danske pop- og rockorkestre, som ønsker at udkomme på vinyl.
Navne som Lars H.U.G., Stig Møller, Nice Little Penguins, Paul Banks, Young Flowers, Hyldemor (musikgruppe) og Fleron er at finde blandt selskabets udgivelser.

## Historie
Turn It Over Records er ifølge de to stiftere og ejere skabt som en hyldest til vinyl-formattet. I et interview til TV2 Midtvest har Kenneth Holme forklaret, hvordan hans passion blev vakt i 1979, da han som helt ung fik sin første vinylplade og pladespiller.
Parret har forklaret, at selskabets formål er at hjælpe danske musikelskere med at genopdage musik på vinyl og sætte fokus på formatets kvaliteter. Første udgivelse hos TIO blev Nice Little Penguins' album Beat Music Vol. 2, som udkom 9. april 2021. Siden har selskabet udgivet en lang række både nye og etablerede kunstere.